# Tania Sachdev
Tania Sachdev (hindi तानिया सचदेव) (ur. 20 sierpnia 1986 r. w Delhi) – indyjska szachistka, kobieca arcymistrzyni (WGM) od 2005 r., a także mistrz międzynarodowy (IM) od 2008 roku.

## Kariera szachowa
W latach 1995–2006 wielokrotnie reprezentowała Indie na mistrzostwach świata juniorek we wszystkich kategoriach wiekowych, największy sukces odnosząc w 1998 r. w Oropesa del Mar, gdzie zdobyła brązowy medal mistrzostw świata do 12 lat.
Tania Sachdev stała się znana w szachowym świecie w 2003 r., po opublikowanym w serwisie ChessBase artykule, w którym opisano jej pierwszy w życiu pojedynek z arcymistrzem (Surya Gangulym), który zakończył się remisem, a w którym mogła w wyniku kombinacji wygrać skoczka, a co za tym idzie – prawdopodobnie również całą partię. Dwa lata po tym wydarzeniu była już arcymistrzynią, normy zdobywając w Kolombo (2002, dz. I m. w mistrzostwach Azji juniorek), Abu Zabi (2004), Budapeszcie (2005) i Balatonlelle (2005). W 2006 r. podzieliła III m. (za Michałem Olszewskim i Wojciechem Morandą, wspólnie z Daanem Brandenburgiem i Naną Dzagnidze) w turnieju Stork Young Masters w Hengelo. W 2006 i 2007 r. dwukrotnie zdobyła tytuły indywidualnej mistrzyni Indii. Również w 2007 r. odniosła największy sukces w dotychczasowej karierze, zdobywając w Teheranie tytuł mistrzyni Azji. W 2008 r. wystąpiła w rozegranych systemem pucharowym w Nalczyku mistrzostwach świata (w I rundzie przegrała z Tan Zhongyi i odpadła z dalszej rywalizacji) oraz zdobyła tytuł wicemistrzyni kraju.
Wielokrotnie reprezentowała Indie w turniejach drużynowych, m.in.:
- czterokrotnie na olimpiadach szachowych (w latach 2008, 2010, 2012, 2014); medalistka: indywidualnie – brązowa (2012 – na III szachownicy)[4],
- dwukrotnie na drużynowych mistrzostwach świata (w latach 2009, 2011)[5],
- pięciokrotnie na drużynowych mistrzostwach Azji (w latach 2003, 2008, 2009, 2012, 2014); ośmiokrotna medalistka: wspólnie z drużyną – czterokrotnie srebrna (2009, 2009, 2012, 2014) oraz indywidualnie – trzykrotnie srebrna (2008 – na III szachownicy, 2009 – na III szachownicy, 2014 – na II szachownicy) i brązowa (2012 – na III szachownicy)[6],
- na igrzyskach azjatyckich (w roku 2010)[7],
- na halowych igrzyskach azjatyckich (w roku 2009); medalistka: wspólnie z drużyną – brązowa (2009)[8].

Najwyższy ranking w dotychczasowej karierze osiągnęła 1 września 2013 r., z wynikiem 2443 punktów zajmowała wówczas 40. miejsce na kobiecej światowej liście FIDE, jednocześnie zajmując 3. miejsce (za Humpy Koneru i Hariką Dronavalli) wśród indyjskich szachistek.

## Inne
W roku 2009 została laureatką nagrody Arjuna Award.
W 2014 roku została ambasadorem globalnego biegu Wings For Life World Run.
W listopadzie 2014 roku wyszła za pochodzącego z Delhi architekta Viraja Kataria.